# Phare Magallanes
Le phare Magallanes ou phare du cap Magallanes (en espagnol : Faro Cabo Magallanes) est un phare inhabité de l'Armée argentine situé sur le cap du Saint-Esprit (Département de Río Grande), à l'extrémité nord de la partie argentine de la grande île de la Terre de Feu sur la rive orientale du détroit de Magellan.
Il est géré par le Servicio de Hidrografía Naval (SHN) de la marine .

## Histoire
Il est à environ 200 kilomètres au nord de la ville de Río Grande et à 800 m de la borne frontière qui marque la frontière avec le Chili. Administrativement, le phare est situé dans le département de Río Grande dans la province de Terre de Feu, Antarctique et Îles de l’Atlantique Sud.

## Description
Le phare entre en service le 21 décembre 1976. Il est composé d'une structure métallique de 13,5 mètres de haut, avec sept bandes horizontales alternées jaunes et noires. Il se trouve au sommet d'une falaise située 40 mètres au-dessus du niveau de la mer. Au pied du phare, un petit local abrite des accumulateurs d'acétylène qui lui fournissaient une portée de 12,5 milles marins (23,2 km). En 1993, l'alimentation au gaz est changée et depuis 2001, le phare fonctionne grâce à des panneaux photovoltaïques.
Identifiant : ARLHS : ARG-043 - Amirauté : G120.5 - NGA : 110-20156 .